# Султановка (Кігинський район)
Султа́новка (рос. Султановка) — присілок у складі Кігинського району Башкортостану, Росія. Входить до складу Кандаковської сільської ради.
Населення — 242 особи (2010; 254 в 2002).
Національний склад:
- татари — 71 %
- башкири — 27 %